# Alloteuthis
Alloteuthis is een geslacht van pijlinktvissen uit de familie van Loliginidae.

## Soorten
- Alloteuthis africana Adam, 1950
- Alloteuthis media (Linnaeus, 1758)
- Alloteuthis subulata (Lamarck, 1798)

### Synoniemen
- Alloteuthis medius (Linnaeus, 1758) => Alloteuthis media (Linnaeus, 1758)
- Alloteuthis subulatus (Lamarck, 1798) => Alloteuthis subulata (Lamarck, 1798)